# David Pere Martínez Oró
David Pere Martínez Oró   (Ponts, 1 de desembre de 1981) és un doctor en psicologia social i assagista català.

## Trajectòria
David Pere Martínez Oró és llicenciat en psicologia per la Universitat Autònoma de Barcelona, postgrau en investigació qualitativa per la Universitat d'Amsterdam, especialitzat en els corrents crítics de les ciències socials i expert en metodologies d'investigació de fenòmens socials complexos.
En l'actualitat és coordinador de la Unitat de Polítiques de Drogues de la Universitat Autònoma de Barcelona, professor col·laborador a la Universitat Oberta de Catalunya, membre del Centre de Recerca en Antropologia Mèdica de la Universitat Rovira i Virgili i director de l'Observatori Etnogràfic de Drogues. Ha estat responsable de més d'una vintena d'investigacions sobre els consums de drogues, la societat de consum, les cultures juvenils, la societat del risc, la vulnerabilitat i l'exclusió social, entre d'altres temes. Ha participat en investigacions i en programes de prevenció de consum de drogues en col·laboració amb la Generalitat de Catalunya, el Ministeri de Sanitat o la Unió Europea.

## Obra publicada
- 2010: Una mirada femenina hacia la cocaína. En col·laboraciño amb Joan Pallarés Gómez. Lleida: Milenio. ISBN 9788497433174
- 2013: ¿Beber para crecer?: el consumo de alcohol en los menores de edad (13-17 años). Lleida: Milenio. ISBN 978-84-9743-520-8.
- 2014: Sense passar-se de la ratlla: la normalització dels consums de drogues. Barcelona: Bellaterra. ISBN 978-84-7290-695-2.[4]
- 2016: Del tabú a la normalización: familias, comunicación y prevención del consumo de drogas. Barcelona: Bellaterra. ISBN 978-84-7290-787-4.
- 2018: Controversias y reflexiones para el debate de los pilares de la regulación del cannabis
- 2019: Opioides en España: ni repunte de heroína ni crisis de opioides a la americana. ISBN 978-84-09-08804-1.[5]
- 2021: Ludomorfina. El fenómeno de las apuestas deportivas en la juventud española. Barcelona: Icaria. ISBN 9788498889895.[6]